# Vaena filigranata
Vaena filigranata là một loài bướm đêm trong họ Geometridae.